# Oloph Granath
Karl Oloph Granath, född 17 oktober 1951 i Kolsva, är en svensk tidigare skridskoåkare som representerade Sverige vid Vinter-OS 1980 i Lake Placid. Han är bror till Johan Granath. 